# ویلیام کالینز
ویلیام کالینز (به انگلیسی: William Collins) (۲۵ دسامبر ۱۷۲۱ - ۱۲ ژوئن ۱۷۵۹) شاعری انگلیسی بود.

## زندگینامه
ویلیام کالینز در چیچستر در ساسکس غربی در انگلستان زاده شد. او در آکسفورد تحصیل نمود و پس از آن برای کار در زمینهٔ ادبیات به لندن رفت. در آنجا با ساموئل جانسون (معروف به دکتر جانسون) آشنا شد و او برای کمک به کالینز قراردادی را با یک کتابفروشی منعقد نمود تا ویلیام کالینز با دریافت پیش‌قسطی به ترجمهٔ کتاب فنون شاعری ارسطو بپردازد. کالینز در ۱۷۴۷ مجموعه اشعارش با عنوان «چکامه‌ها» را منتشر ساخت. با وجودی‌که شهرت امروزی کالینز برای این اشعار است اما در آن زمان چندان مورد توجه قرار نگرفتند و ویلیام کالینز که از عدم موفقیت خود سرخورده شده بود به چیچستر بازگشت و تا هنگام مرگش در همانجا ماند. او در آنجا چند شعر دیگر نیز سرود از جمله چکامه‌ای برای خرافات هایلندزی که به گفتهٔ رابرت لوول - شاعر آمریکایی - تمام مکتب رمانتیسم را تحت‌الشعاع خود قرار داده است.